# Реча (Страшенский район)
Реча (рум. Recea) — село в Страшенском районе Молдавии. Относится к сёлам, не образующим коммуну.

## География
Село расположено на высоте 127 метров над уровнем моря.

## Население
По данным переписи населения 2004 года, в селе Реча проживает 2633 человека (1270 мужчин, 1363 женщины).
Этнический состав села:
| Национальность | Число жителей | Процентный состав |
| -------------- | ------------- | ----------------- |
| молдаване      | 2523          | 95.82             |
| румыны         | 81            | 3.08              |
| русские        | 13            | 0.49              |
| украинцы       | 7             | 0.27              |
| болгары        | 3             | 0.11              |
| цыгане         | 1             | 0.04              |
| гагаузы        | 1             | 0.04              |
| прочие         | 4             | 0.15              |
| Всего          | 2633          | 100%              |